# Rhizophila marina
Rhizophila marina är en svampart som beskrevs av K.D. Hyde & E.B.G. Jones 1989. Rhizophila marina ingår i släktet Rhizophila, divisionen sporsäcksvampar och riket svampar.   Inga underarter finns listade i Catalogue of Life.